# Firefighter (пісня Нуци Бузаладзе)
«Firefighter» (укр. Вогнеборець) — пісня грузинської співачки Нуци Бузаладзе, з якою вона представляла Грузію на пісенному конкурсі Євробачення 2024 в Мальме, Швеція. Пісня виступила у другому півфіналі та змогла вийти до фіналу, що стало першим проходом Грузії до фіналу з 2016 року.

## Про пісню
Пісню «Firefighter» написали Ада Скітка та Дарко Димитров. 6 березня було оголошено назву, а офіційно пісня була випущена через п'ять днів. Разом із релізом пісні вийшов кліп, знятий Зазою Орашвілі.

## Пісенний конкурс Євробачення 2024

### Внутрішній відбір
15 вересня 2023 року Грузинський громадський мовник (GPB) підтвердив свою участь у пісенному конкурсі Євробачення 2024. 12 січня 2024 року Нуца Бузаладзе була оголошена представницею країни, після чого розпочався процес написання пісні. У середині лютого було оголошено, що Дарко Димитров приєднався до написання пісні для конкурсу.

### На Євробаченні
Пісенний конкурс Євробачення 2024 відбудеться у Malmö Arena в Мальме, Швеція, і складатиметься з двох півфіналів, які пройшли відповідно 7 і 9 травня, та фіналу 11 травня 2024 року. 30 січня 2024 року відбулося жеребкування, яке визначило, у якому з двох півфіналів, а також у якій половині шоу виступатиме кожна країна-учасниця на Євробаченні 2024. Грузія виступала у другій половині другого півфіналу під одинадцятим номером.
Пісня «Firefighter» посіла 8 місце у півфіналі з 54 балами від глядачів і кваліфікувалася до фіналу. Так, Грузія вперше після 2016 року пройшла до фіналу Євробачення.

У фіналі Нуци Бузаладзе виконала свою пісню двадцять четвертою, здобула 19 балів від глядачів (18 місце) і 15 балів від журі (21 місце) та фінішувала на підсумковому 21 місці з 34 балами.

Фрагменти виступу на Євробаченні 2024
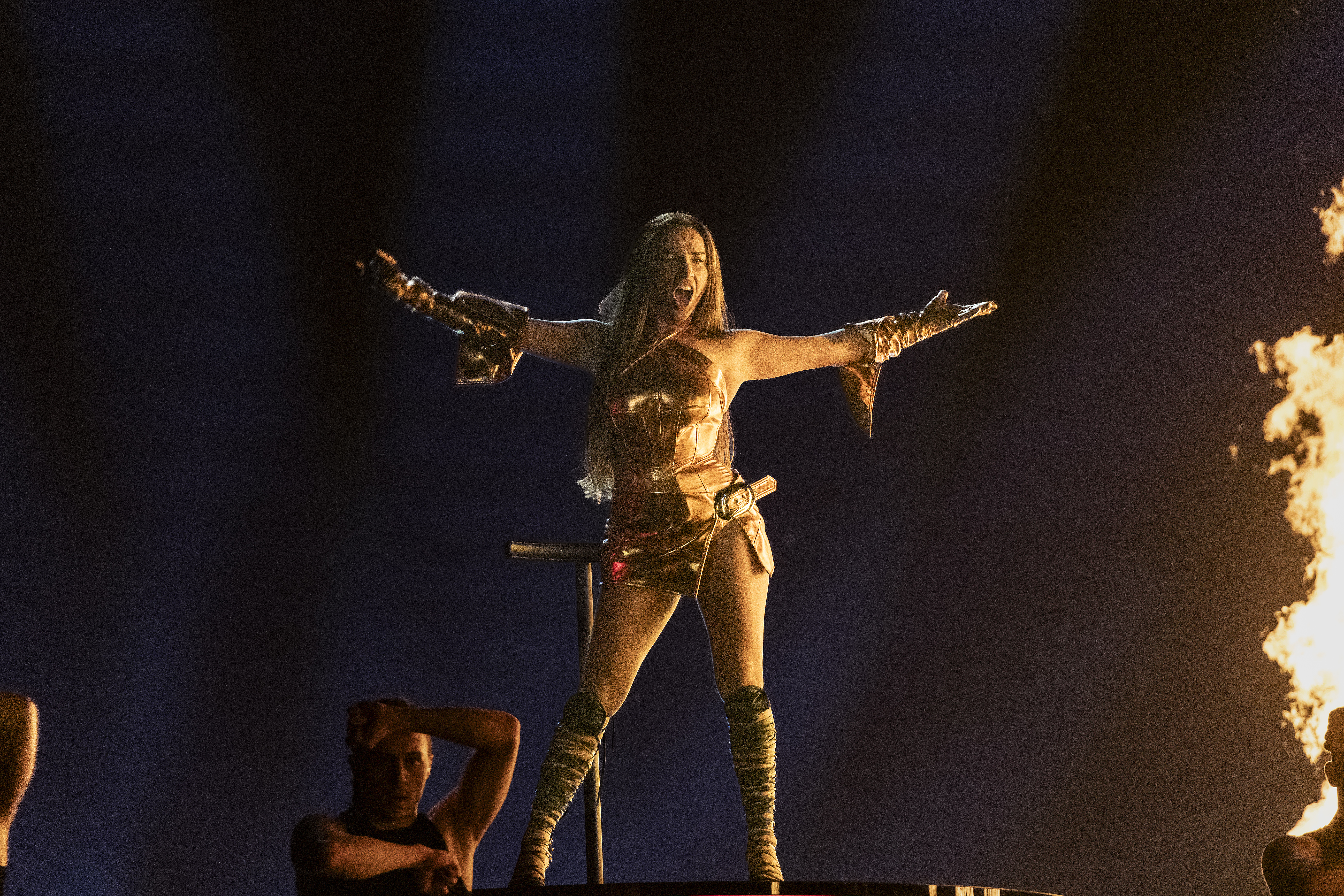
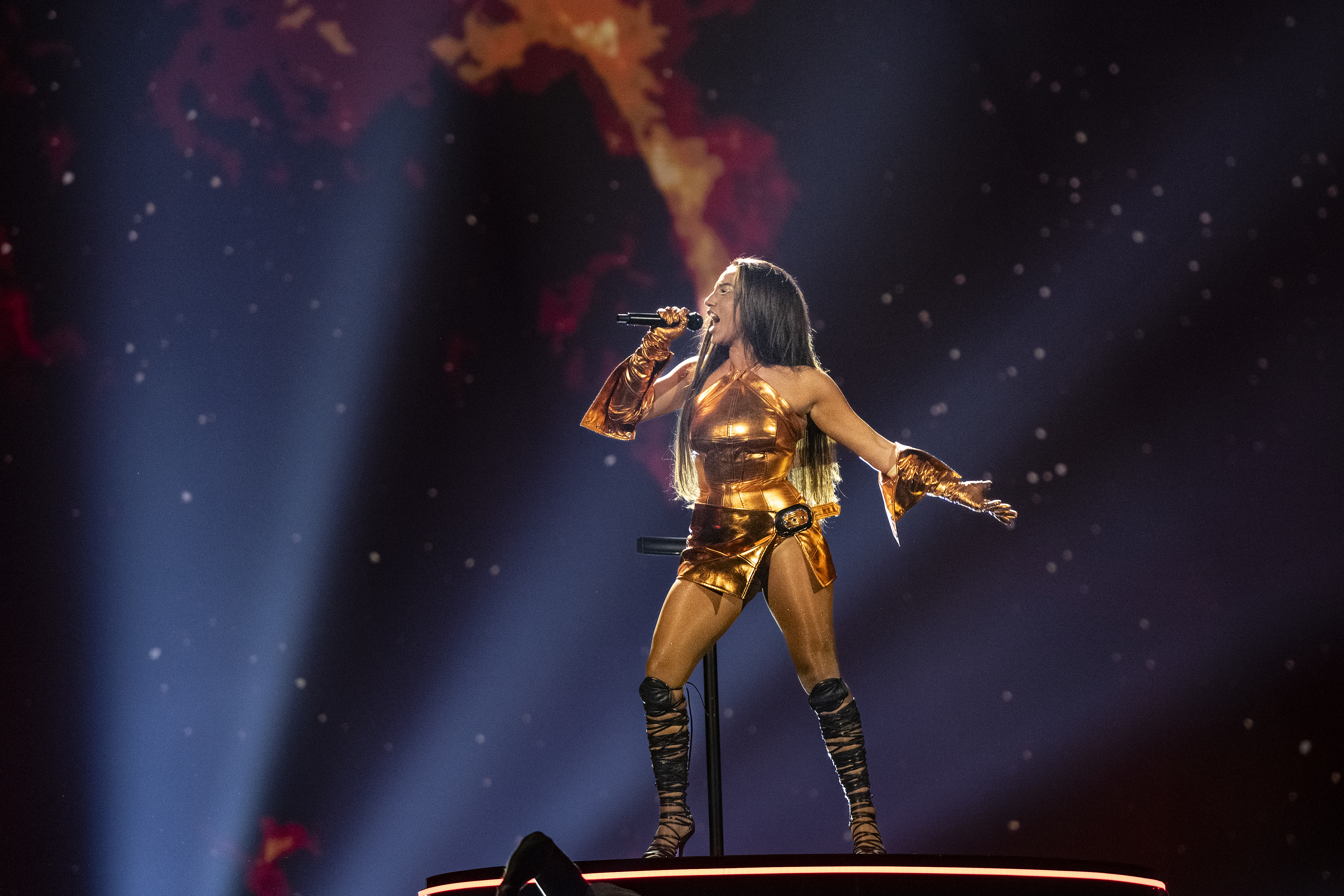
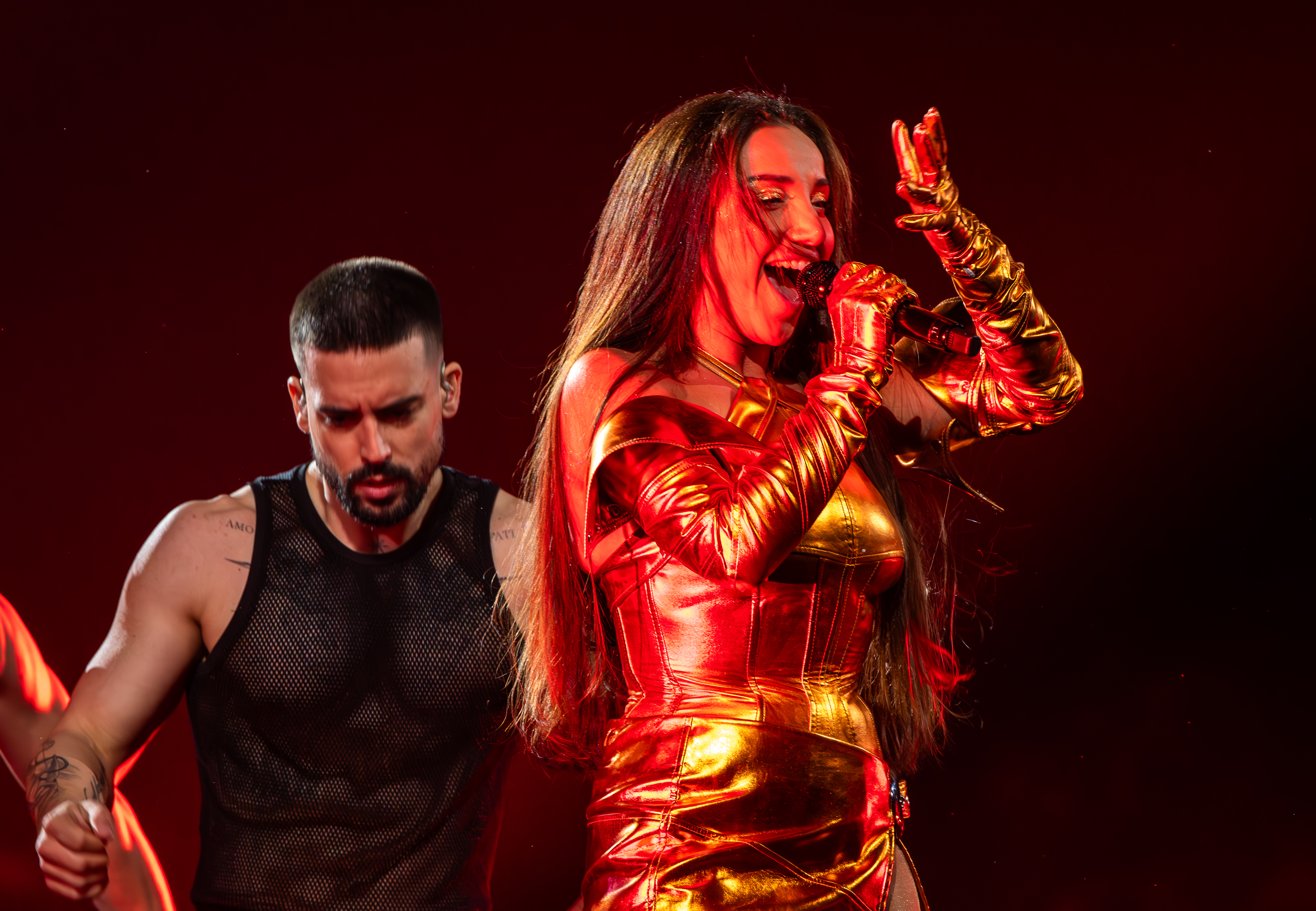
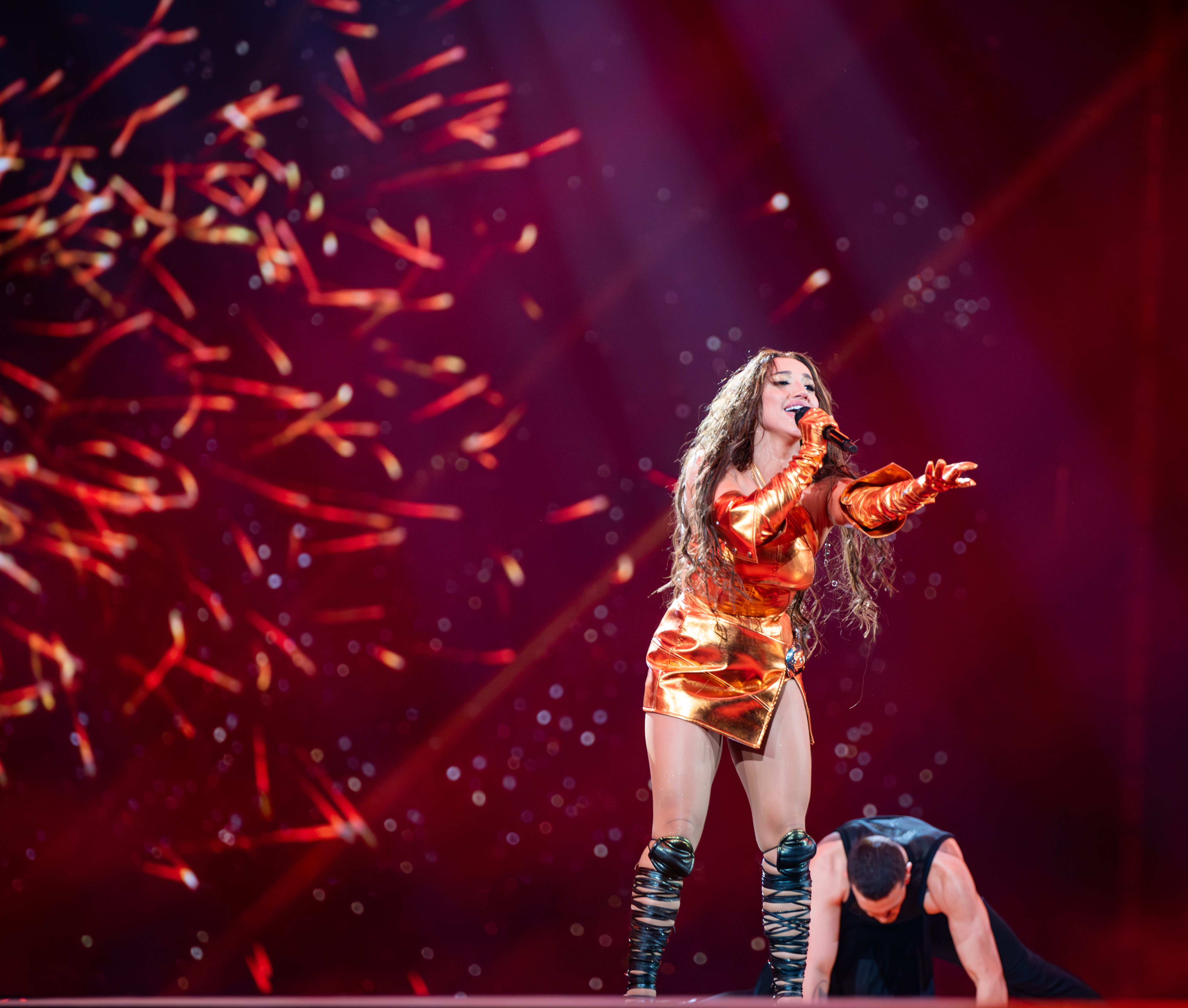
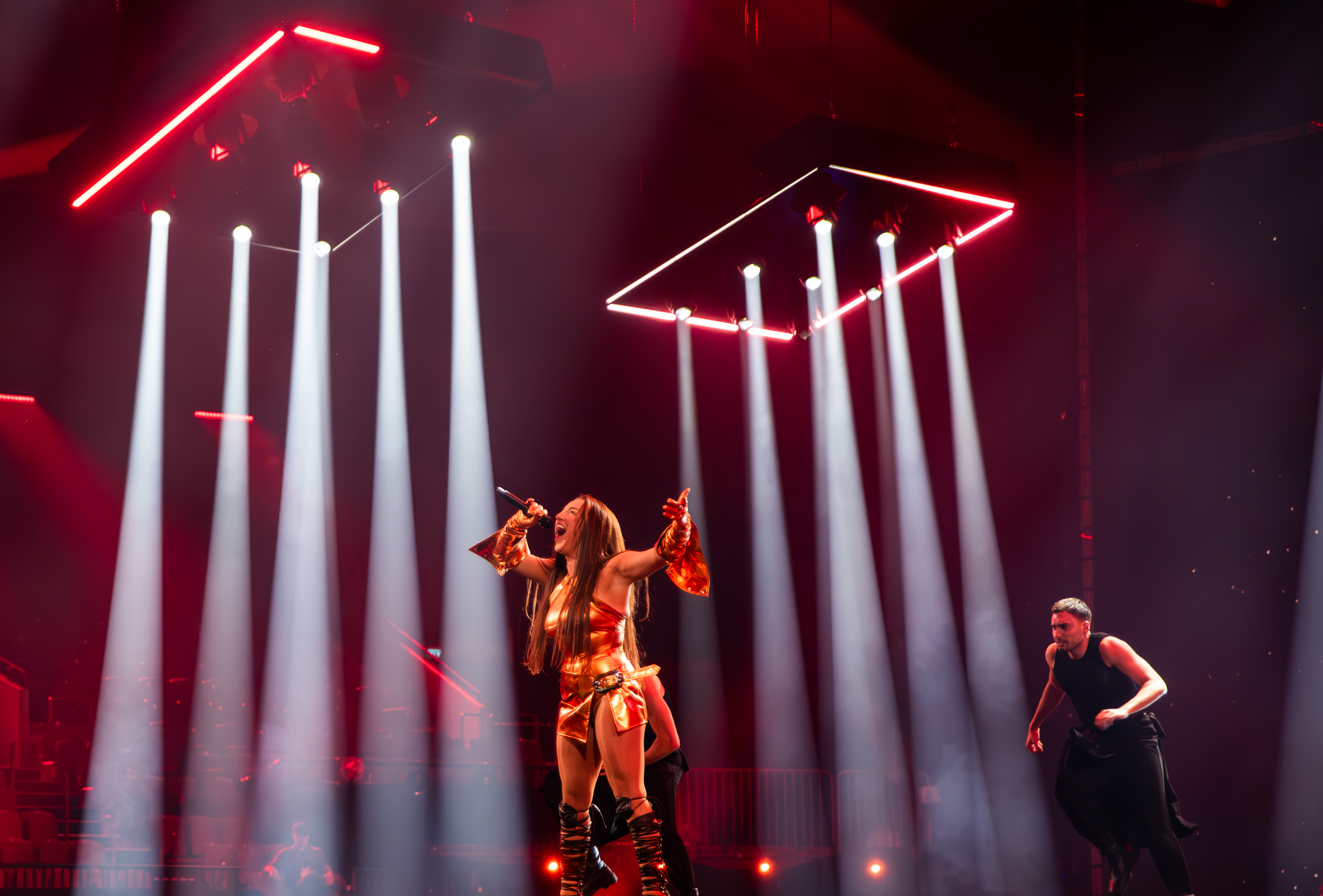
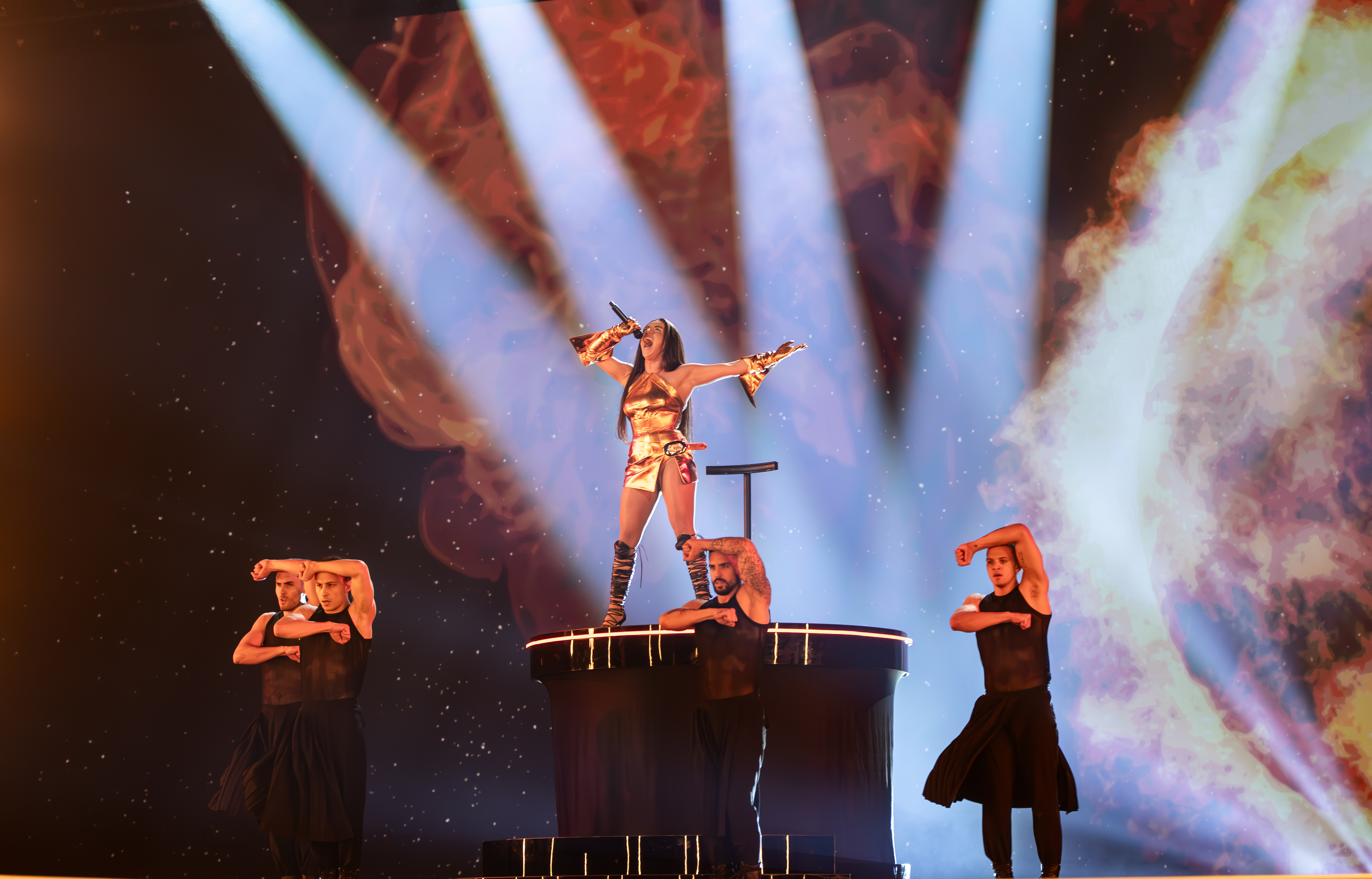
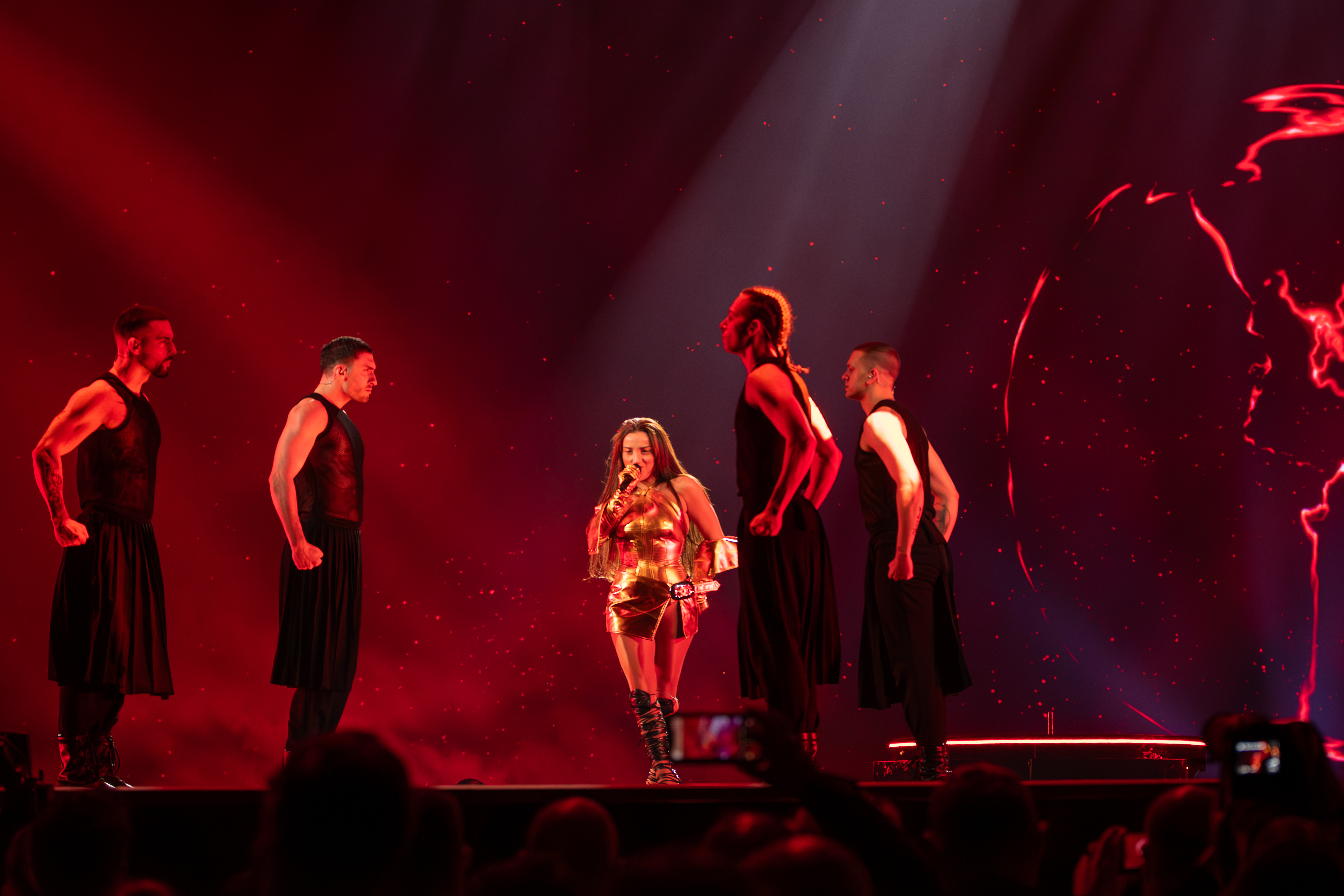
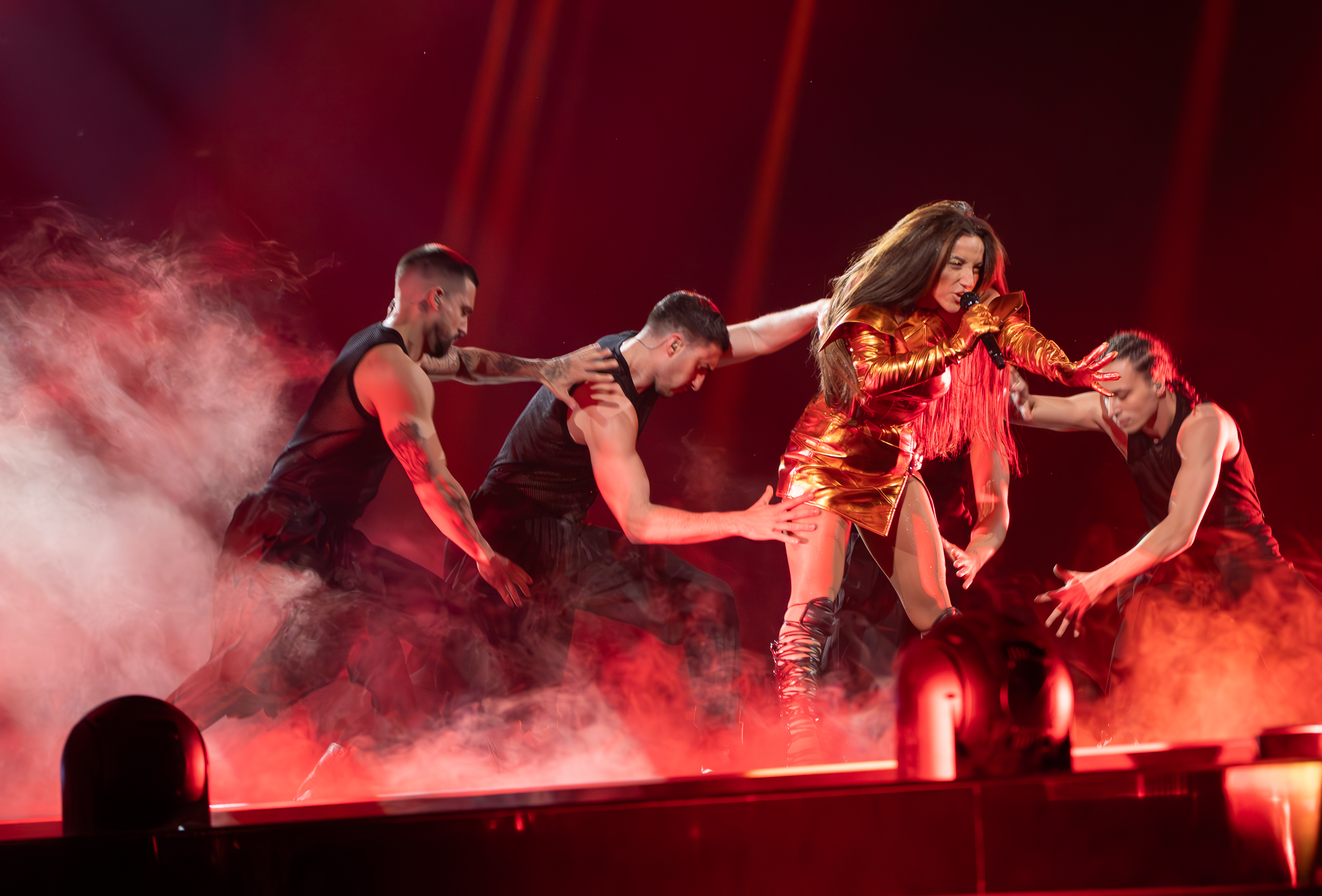
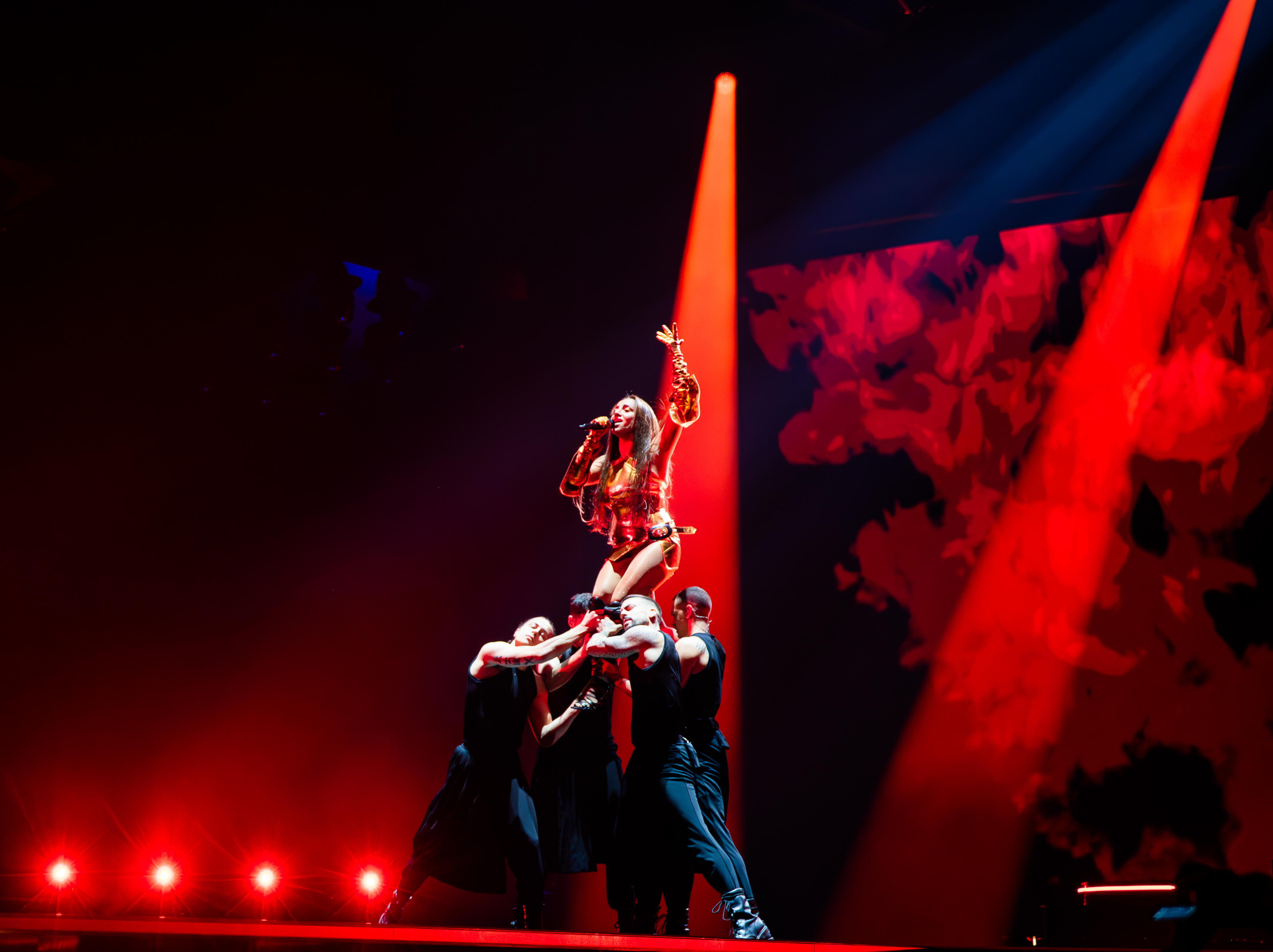
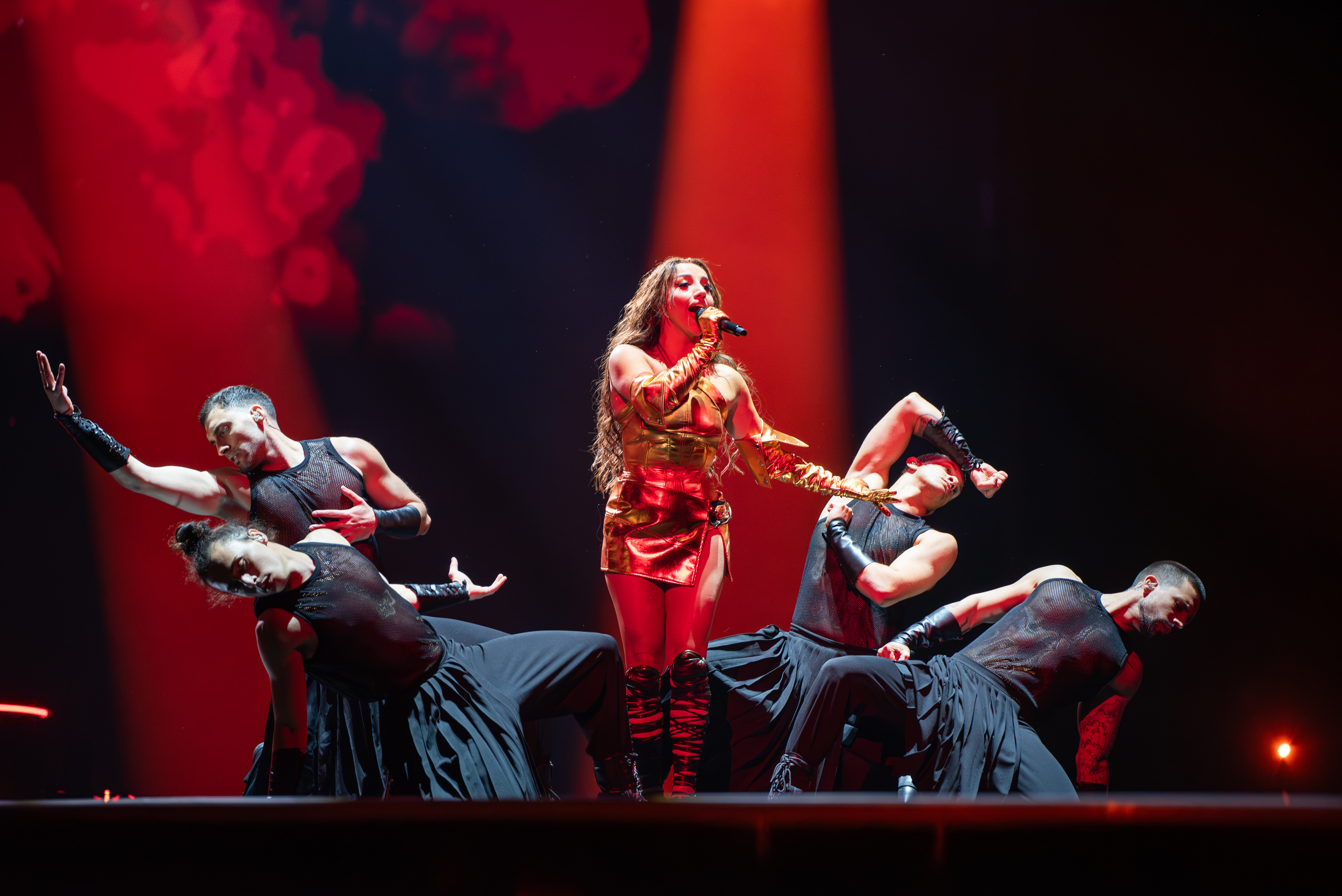